# 考夫曼·科勒
考夫曼·科勒（德語：Kaufmann Kohler，1865年11月9日—1926年1月8日）出生於巴伐利亞王國的菲尔特，是德裔歸化的美國猶太人，是一名神學家、拉比，以及猶太百科全書的共同作者。

## 生平
他在德國獲得完整猶太教的教育，1868年的時候取得博士學位，他的論文是聖經領域歷史批判的猶太論文，1869年前往美國底特律的教會擔任拉比，1871年到芝加哥教會擔任拉比，1879年到紐約擔任拉比。
1903年當選俄亥俄州辛辛那提的希伯來協和學院院長。